# 월계고등학교
월계고등학교(月溪高等學校)는 대한민국 서울특별시 노원구 월계동에 위치한 공립 고등학교이다.

## 학교 연혁
- 2005년 1월 5일 : 일반고 공립 설립인가
- 2005년 3월 1일 : 초대 김형주 교장 취임
- 2005년 3월 2일 : 제1회 입학식
- 2006년 7월 1일 : 좋은학교 만들기 자원학교 지정
- 2021년 3월 1일 : 제6대 임종률 교장 취임
- 2022년 2월 8일 : 제15회 졸업식(192명 남 111명, 여 81명) (누계 4,658명)
- 2022년 3월 2일 : 제18회 입학식(154명 남 80명, 여 74명)

## 참고 자료
- 월계고등학교 - 한국교육학술정보원 학교알리미